# Thomas Frank (football)
Thomas Frank, né le 9 octobre 1973 à Frederiksværk (Danemark), est un entraîneur de football danois.
Il est actuellement l'entraîneur de Tottenham Hotpsur FC en Angleterre.

## Biographie
Modeste joueur amateur, Thomas Frank se consacre tôt au métier d'entraîneur. Il passe 18 années à entraîner des équipes de jeunes, notamment en tant que sélectionneur des équipes nationales danoises des moins de 16, 18 et 19 ans entre 2008 et 2013.
Frank est nommé entraîneur senior de Brøndby IF en 2013, il obtient de bons résultats mais démissionne en mars 2016 après une polémique avec le président du club.

### Brentford FC
En 2016, il rejoint le club anglais de Brentford en tant qu'entraîneur adjoint. Il est promu au poste d'entraîneur principal le 16 octobre 2018. À la fin de la saison 2020-2021, Frank est le deuxième entraîneur à mener Brentford en Premier League, la première division du football anglais.

### Tottenham Hotspur FC
Le 12 juin 2025, Thomas Frank est nommé entraîneur principal de Tottenham Hotspur FC en remplacement d'Ange Postecoglou. Il s'engage avec le club londonien pour une durée de trois saisons, jusqu'en juin 2028’.  